# Looping State of Mind
 (mars 2023).
Si vous disposez d'ouvrages ou d'articles de référence ou si vous connaissez des sites web de qualité traitant du thème abordé ici, merci de compléter l'article en donnant les références utiles à sa vérifiabilité et en les liant à la section « Notes et références ».
Looping State of Mind est le troisième album du compositeur suédois The Field, sorti en 2011.

## Titres
1. "Is This Power"
2. "It's Up There"
3. "Burned Out"
4. "Arpeggiated Love"
5. "Looping State of Mind"
6. "Then It's White"
7. "Sweet Slow Baby"